# Ella Kovacs
Ella Kovacs, romunska atletinja, * 11. december 1964, Luduş, Romunija.
Nastopila je na poletnih olimpijskih igrah leta 1992 in osvojila šesto mesto v teku na 800 m. Na svetovnih prvenstvih je v isti disciplini osvojila bronasti medaljo v letih 1991 in 1993, kot tudi na svetovnih dvoranskih prvenstvih leta 1991, na evropskih dvoranskih prvenstvih pa naslova prvakinje v letih 1985 in 1992 ter srebrno medaljo leta 1994.